# Erotesis japonica
Erotesis japonica är en nattsländeart som beskrevs av Iwata 1930. Erotesis japonica ingår i släktet Erotesis och familjen långhornssländor. Inga underarter finns listade i Catalogue of Life.